# Фузобактерии
Фузобактерии (лат. Fusobacteriales) — порядок бактерий в монотипных типе Fusobacteria и классе Fusobacteriia. Грамотрицательные анаэробные полиморфные микроорганизмы, часто имеют форму тонких длинных палочек с заострёнными концами размером 0,5—1 × 2—3 мкм, не имеющие жгутиков и не образующие спор и капсул.
Фузобактерии входят в состав нормальной микрофлоры верхних дыхательных путей, желудочно-кишечного тракта и половых путей.
В кале здоровых людей обнаруживается следующее количество фузобактерий:
- у детей раннего возраста — 108 — 109 КОЕ/г
- у взрослых — 107 — 1010 КОЕ/г
- у пожилых — 108 — 109 КОЕ/г.

В норме у взрослого человека в полости рта в титре содержится 102 — 104 КОЕ/г фузобактерий.
Некоторые виды фузобактерий являются условно-патогенными и при иммунодефицитах могут вызывать вторичные гангренозные и гнойно-гангренозные процессы. При ангине, герпетическом стоматите, гипотрофии у детей, при иммунодефицитных состояниях возможно развитие фузоспирохетоза — некротического воспалительного процесса на миндалинах, слизистой оболочки полости рта.

## Классификация
На май 2015 г. порядок Fusobacteriales содержит следующие таксоны до рода включительно:
- Семейство Fusobacteriaceae Staley and Whitman 2012
  - Род Cetobacterium Foster et al. 1996 emend. Finegold et al. 2003
  - Род Fusobacterium Knorr 1922 — Фузобактерии[2]
  - Род Ilyobacter Stieb and Schink 1985
  - Род Propionigenium Schink and Pfennig 1983
  - Род Psychrilyobacter Zhao et al. 2009
- Семейство Leptotrichiaceae Staley and Whitman 2012
  - Род Leptotrichia Trevisan 1879 — Лептотрихии[2]
  - Род Sebaldella Collins and Shah 1986
  - Род Sneathia Collins et al. 2002
  - Род Streptobacillus Levaditi et al. 1925 emend. Woo et al. 2014